# Linia kolejowa Walkenried – Braunlage/Tanne
Linia kolejowa Walkenried – Braunlage/Tanne – dawna wąskotorowa (1000 mm) linia kolejowa w kraju związkowym Dolna Saksonia i Saksonia-Anhalt, w Niemczech. Łączyła stacje Walkenried z Braunlage. 